# Nils Chrisander

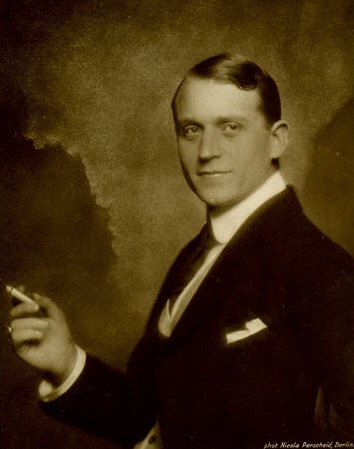
Nils Chrisander auf einer Fotografie von Nicola Perscheid

Nils Olaf Waldemar Chrisander (* 14. Februar 1884 in Stockholm, Schweden; † 5. Juni 1947 in Skivarp bei Skurup, Schweden) war ein in Schweden, Deutschland und den USA tätiger schwedischer Schauspieler und Filmregisseur.

## Leben und Wirken
Chrisanders Onkel war nach eigenen Angaben der gleichnamige Komponist Nils Chrisander, seine Großtante die Opernsängerin Jenny Lind. Er will verschiedene höhere Schulen in Stockholm, Wien, Paris und London besucht haben. Nach seinem Schulabschluss soll er zu Beginn des 20. Jahrhunderts ein Studium der Kunstgeschichte und Philosophie begonnen haben. Anschließend habe er sich als Kunstmaler versucht.
An der Elevenschule des Dramaten in Stockholm nahm Chrisander Schauspielunterricht und begann anschließend Theater (unter anderem im August-Strindberg-Stück Karl XII.) zu spielen. Über den Schauspieler und Regisseur Bjørn Bjørnson knüpfte Chrisander 1913 Kontakt zur Kinematografie.
Seine erste nachweisbare Filmfigur, eine Nebenrolle, war 1914 die des Ingenieurs Markander in Et Gensyn. Im Jahr darauf übersiedelte Chrisander nach Berlin, wo er fast ausschließlich Hauptrollen erhielt. Chrisanders Fach waren fortan Helden, Liebhaber und Charakterrollen. Seinen bekanntesten Part aus der frühen Tätigkeitsphase in Deutschland erhielt er noch im selben Jahr 1915 in Ernst Matrays mutmaßlich erster Verfilmung von Gaston Leroux romantischer Schauergeschichte Das Phantom der Oper, in der er an der Seite seiner norwegischen Kollegin Aud Egede-Nissen die Titelfigur spielte. Weitere Toppartnerinnen beim deutschen Film wurden in den kommenden Kriegs- und frühen Nachkriegsjahren Erna Morena, Lotte Neumann, Henny Porten, Lil Dagover und Pola Negri.
Immer wieder kehrte Nils Chrisander für Filmverpflichtungen ins heimatliche Stockholm zurück. 1918 absolvierte er dort seinen letzten schwedischen Auftritt mit der Hauptrolle des Chirurgen Dr. Henry Arel in Nobelpristagaren. Der Großteil seiner schwedischen Filme entstand unter der Regie von Georg af Klercker. Seine Lieblingsrolle war in Deutschland die des Fürsten Hochwald in der eigenen Inszenierung Die weißen Rosen von Ravensburg -- ein Film, zu dem er (gemeinsam mit einem Co-Autoren) auch das Drehbuch schrieb.
Seit dem letzten Kriegsjahr 1918 arbeitete Nils Chrisander zwei Jahre lang intensiv als Filmregisseur in Berlin. Keine dieser Arbeiten ist jedoch von filmhistorischer Bedeutung. Mit Beginn der 20er Jahre verließ Chrisander vorübergehend das Filmgeschäft und begab sich auf Reisen, unter anderem zu „Geheimstudien in Ägypten und Asien“, wie er nebulös schrieb. Wieder in Deutschland, ist er bis 1926 mit Wohnsitz in Berlin-Friedenau nachweisbar, dann folgte Chrisander noch im selben Jahr einem Ruf nach Hollywood, wo im Frühjahr 1927 zwei wenig beachtete Inszenierungen des Schweden mit den einst in Österreich respektive Deutschland filmaktiven Schauspielern Lya de Putti, Joseph Schildkraut und Victor Varconi uraufgeführt wurden.
Obwohl Anschlussangebote ausblieben, blieb Chrisander noch zumindest bis zu Beginn der 30er Jahre in Los Angeles nachweislich ansässig. Später kehrte er ins heimatliche Schweden zurück, wo er sich in einem Dorf im äußersten Süden des Landes niederließ.

## Filmografie (als Schauspieler)
- 1914: Et Gensyn
- 1915: Um ein Weib
- 1915: Die Wellen schweigen
- 1916: Das Phantom der Oper
- 1916: Amarant
- 1916: Wege, die ins Dunkle führen
- 1916: Die Liebe, sie war nur ein Traum
- 1916: Die Gespensterstunde
- 1916: Svärmor på vift eller Förbjudna vägar
- 1916: Fången på Karlstens fästning
- 1917: Wenn frei das Meer für deutsche Fahrt
- 1917: Nicht lange täuschte mich das Glück
- 1917: Die toten Augen
- 1917: Die neue Dalia
- 1917: Der Schmuck des Rajah
- 1917: Revelj
- 1918: Nobelpristagaren
- 1919: Die weißen Rosen von Ravensburg
- 1920/21: Die Jagd nach dem Tode (4 Teile)
- 1923: Die Welt in Flammen (2 Teile)

## Filmografie (als Regisseur)
- 1918: Chrysanthème
- 1918: Olaf Bernadotte
- 1919: Cagliostros Totenhand
- 1919: Gelübde der Keuschheit
- 1919: Die Totenmaske
- 1919: Tragödie einer Leidenschaft
- 1919: Alraune und der Golem
- 1919: Die weißen Rosen von Ravensburg (auch Drehbuchmitarbeit)
- 1920: Sieger Tod
- 1923: Die Welt in Flammen (2 Teile)
- 1926: Die Gefangene des Scheik (Fighting Love)
- 1927: Der Herzensdieb (The Heart Thief)